# Nagygyimót
Nagygyimót község Veszprém vármegyében, a Pápai járásban.

## Fekvése
Nagygyimót az Öreg-Bakony északi lejtőjének végén, Pápa várostól keletre 6 kilométer távolságra fekszik.
A közvetlenül határos települések: észak felől Vaszar, északkelet felől Vanyola és Csót, kelet felől Béb, délkelet felől Homokbödöge, dél felől Adásztevel, délnyugat felől Pápa, északnyugat felől pedig Takácsi.

### Megközelítése
Legfontosabb közúti megközelítési útvonala a 832-es főút, amely útszámozást a Tatabánya térségétől Kisbéren és Pápán át Körmend felé vezető régi országút Veszprémvarsány és Pápa közti szakasza viseli. Emellett megközelíthető Zirc-Bakonybél felől is, a 8301-es úton.
Északnyugati határszélét érinti a 8305-ös út is; a Magyar Honvédség pápai bázisrepülőtere, amely a nevével ellentétben szinte teljes egészében nagygyimóti közigazgatási területen helyezkedik el, kiépített közúton csak erről az útról érhető el.
A településen áthalad a Tatabánya–Pápa-vasútvonal, amelynek korábban két megállási pontja is volt itt, de 2007. március 4. óta ezen a szakaszon nem közlekednek személyvonatok. Nagygyimót megállóhely a mai 832-es főút vasúti keresztezésének északi oldalán, tehát a község keleti szélétől pár száz méterre keletre helyezkedett el, közúti elérését a 83 308-as számú mellékút biztosította; Pusztagyimót megállóhely pedig a falutól északnyugatra működött, a névadó külterületi településrésztől délre.

## Története
Gyimót falunév régi magyar személynevünk megtartója. Első írott emlékét az a latin nyelvű oklevél őrzi, amelyet 1232-ben adtak ki annak alkalmával, hogy a „de Giumolt” Péter nevű, azaz Gyimolthról származó ispán szolgát vásárolt.
1255-ben a gyimóti földek birtokosa a váradi káptalan. A két szomszédos hely Gyimót és Béb között vitát váltott ki határukban húzódó területek hovatartozása, amelyet a győri káptalan 1260-ban úgy zár le, hogy a váradi káptalan és a bébi (Beeb) nemesek között a gyimóti föld peres ügyeiben korábban kiadott minden okiratot érvénytelenít. Ezt az írást követően közel kilencven évig a régi feljegyzések nem szólnak Gyimótról.
1348-tól kisebb megszakításokkal az 1430-as évekig gróf Amadé család kezén van Gyimót falu földjeivel együtt.
1358-ban Nagy Lajos király a gyimolthi birtokot a veszprémi káptalannak adományozza.
1361-ben azt írják, hogy Gyimolt falu (villa) határában jogtalanul elfoglalt földrészt, elfoglalói visszaadják eredeti tulajdonosának a váradi káptalannak.
1367-ben átírják azt a korábbi oklevelet, amely arról szól, hogy a váradi káptalan Gyimolth és Zenthmiklós birtokokat elcseréli.
1397-ben a gróf Amadé család leszármazottai a Marczaltőiek és a Lendvaiak Gymolthon fekvő birtokuknak korábbi oklevelekben bizonyított tulajdonjogát a maguk számára visszaállítják.
1437-ben Zsigmond király Gyimolth nevű birtokot Pápai Antal fiának Györgynek tulajdonába visszaadja, amiből az következik, hogy már korábban is a Pápai családé volt, csak ezt Garai László macsói bán valamely követelése fejében, vagy birtokterjeszkedési igénye folytán elfoglaltatta.
1424-ben a korábban egységes település bővülését, erősödését mutatja az, hogy két egymástól megkülönböztetett résszé, úgymint a nemesek által lakott Kis-Gyimoltra és a jobbágyok falujára Nagy-Gyimoltra különül. Kis-Gyimolt a török világ alatt pusztai állapotba került. Már 1628-ban is Gyimót falu rendelkezett pusztával, amelyet az 1750. évi felmérésben neveznek először Kis-gyimót helyett „Puszta-Gyimóth”-nak, és mint a falu határrészét jelölik meg vele. 1460-ban a katolikus egyház Szent András temploma már fennáll. 1531-től a falura az 1638-ig tartó török világ súlyos megpróbáltatásai nehezednek.
1598-ban a helyi evangélikusok (lutheránusok) megalakítják egyházukat. 1618-ban a helvét vallású, református (kálvinista) gyülekezet anyaegyházzá alakul. 1531-től a devecseri Choron (Csoron), a századfordulón és az 1600-as évek elején a sümegi, majd palotai végül pápai várbíró, rovásoló Vizkelety, utána a sárvári Nádasdy és Balassa családok, és Gregoróczi Péter győri vicekapitány váltják egymást a gyimóti földek tulajdonosai sorában egészen 1626-ig, amikor is az Ugodi várhoz, és 1647-től pedig a Pápai vár birtokaihoz tartozik még 1696-ban is Gyimóth falu. Az 1700-as évek első felében a gróf Eszterházyak kezére kerül és náluk is marad egészen a második világháború végéig a gyimóti földek nagy részének birtokjoga. 1705-ben a helyi jobbágyok földbérük és egyéb pénzbeli adózásaik helyett is inkább robotolnak. Szolgáltatási terhük három fő részből állt: úgymint robotból, amely évenként 108 nap kézi erővel, vagy helyette 54 nap marhával teljesítendő munkát jelentett, másodszor a dézsmából, ez a termény kilencedének, később tizedének leadását írta elő a győri püspöknek (csak később tartozott a veszprémi püspökséghez), és harmadszor az adózásból, ennek egy részét pénzben a többit természetben fizethették (tűzifa, csirke, tyúk, tojás, vaj) a jobbágyok. 1750 körül végzett felmérés szerint a jobbágytelkek nagysága Gyimothon 2 228 504 hatlábos ölt (1393 kat.hold) tett ki, ami 43 egész telekből állt, és ebből csak 27 lakott. Egy jobbágytelek Gyimothon 25,5 khold szántóból és 6 hold rétből állt. A falunak ebben az időben egyetlen utcája van, ez a mai Kossuth utca és a Pápai utca felső része, helyi elnevezéssel a Főszeg és az Aszeg utcasora. A kúriákon három nemesi család élt. 1785-ben 577 a lakók száma, akik közül 19 nemes, 3 polgár, 49 földműves paraszt, 47 zsellér, 28 egyéb, 44 a polgár- és földműves örökös, és 387 gyermek. 1828-ban is teljesen földművelő nép lakja: kézi iparát csupán két kovácsmester, egy takács (Vurum János) egy segéddel és egy inasával képviseli. Lakóházak száma ekkor 74, és bennük 573 lakó él. Puszta-Gyimóthon ebben az évben 10 házat és 79 lelket számlál a felmérés. 1777-ben az ágostai evangélikusok és a helvét reformátusok vegyes felekezetű egyházzá alakulnak, 1798-ban közös templomukat és iskolájukat megépítik.
Gyimót, mint a „három torony faluja”, a három vallási felekezet példás egymás mellett élésének, kölcsönös tiszteletének termőhelyét jelenti, amit a jó gazda figyelmével, gondjával őriz a történelem próbatevő változásai között. Az itt élő három felekezetnek legnagyobb egyháztörténeti eseményei az 1800-as évek utolsó, az 1900-as évek első negyedére esnek. A falu közössége a legsúlyosabb tűzeseteinek időszakát is ekkor élte át. 1863-ban az évszázad legszárazabb, legaszályosabb évének emlegetett esztendőben, a falu zsúpfedeles házainak legnagyobb része egy hatalmas tűzvészben leégett. Újjáépítésüket a lakók már cseréptetővel végezték el. 1868-ban egy újabb tűz pusztít, amelyben leég a protestánsok (evangélikusok és reformátusok) első 1798-ban épített temploma és iskolája, amely a Főszegi utca (ma Kossuth utca) keleti oldalán annak vége, felé, Érsek Ferencék portáján állott. 1782-ben a reformátusok új templomukat és iskolájukat tanítólakással együtt megépítik a mai helyén, a „Nagykút-utca” emelkedőjének fordulójában. 1872-ben felépítik új iskolaházukat az evangélikusok Kovacsics Jánosék portáján és segítségével a mai Táncsics utca és Pápai utca sarkán, a gyülekezeti tagok támogatásával. 1876-ban felépül a római katolikus egyházközség jelenlegi, magasba ívelő széptornyú temploma a régi helyén, a dombtetőn, ahonnét, mint a falu legmagasabb őrhelye már messziről jelzi a település jól felismerhető irányát. A templomot Szent Móric tiszteletére és védelmében ajánlva szentelték fel. 1879-ben hivatalosan is szétválik, egymástól független lesz a két protestáns, lutheránus és kálvinista egyház, és a továbbiakban a Homokbödögei Anyaegyházakhoz (ev. és ref.) tartozó leányegyházak lesznek, napjainkban is azok. 1900-ban a reformátusok templomuk mai tornyát felépítik. Ma innen szól a falu legrégibb harangja, az 1865-ben öntött kisharang, amely átvészelte az 1868-as templomégést. 1902-ben elkészül Nagygyimót határán áthaladó pápa-bánhidai vasútvonal. Ettől kezdve a helyi lakosok egy része vasútnál nyer megélhetést, ahol elismert helytállásuknak biztos mércéje az, hogy a községben élő vasutas családok száma napjainkra elérte a 35-öt. 1909-ben az Ágostai Evangélikus Egyház, tagjainak nagy áldozatvállalásával felépíti a falu méltóságteljes építményének számító nagy templomát, valamint iskolaépületét és tanítólakását. 1910-ben régóta (tán 1723-tól) fennálló katolikus elemi népiskolát felújítják és egy tanteremmel bővítik. Ettől kezdve itt két tanerős lesz az iskolai oktatás. 1914-18-as első világháborúban 39 gyimót, legtöbbjük az olasz harctereken (Doberdó, Isonzó) vesztette életét, akiknek 1930-ban hősi emlékművet emeltek a főtéren, amely az 1939-1945-ig tartó második világháború 23 fiatal hős áldozatának is őrzi örök emlékét az utókor nemzedékei előtt. Felavatva: 1990-ben.”

## Közélete

### Polgármesterei
- 1990–1994: Bakos László (független)[3]
- 1994–1998: Verrasztó Ferenc (független)[4]
- 1998–2002: Hársvölgyi Mária Terézia (független)[5]
- 2002–2006: Hársvölgyi Mária Terézia (független)[6]
- 2006–2010: Hársvölgyi Mária Terézia (független)[7]
- 2010–2014: Szaller Zsolt (független)[8]
- 2014–2019: Szaller Zsolt (független)[9]
- 2019–2024: Szaller Zsolt (független)[10]
- 2024– : Szaller Zsolt (független)[1]

## Népesség
A település népességének változása:
| Lakosok száma | 567  | 564  | 552  | 527  | 521  | 499  | 518  |
|               | 2013 | 2014 | 2015 | 2021 | 2022 | 2023 | 2024 |

A 2011-es népszámlálás során a lakosok 97,5%-a magyarnak, 0,5% németnek, 0,4% cigánynak, 0,2% románnak, 0,2% szlováknak mondta magát (2,3% nem nyilatkozott; a kettős identitások miatt a végösszeg nagyobb lehet 100%-nál). A vallási megoszlás a következő volt: római katolikus 61,3%, református 12,8%, evangélikus 14,4%, felekezeten kívüli 3,7% (5,5% nem nyilatkozott).
2022-ben a lakosság 95,8%-a vallotta magát magyarnak, 1,2% németnek, 1,2% románnak, 0,2-0,2% örménynek, ruszinnak, cigánynak és szlovénnek, 1,9% egyéb, nem hazai nemzetiségűnek (4% nem nyilatkozott; a kettős identitások miatt a végösszeg nagyobb lehet 100%-nál). Vallásuk szerint 42,2% volt római katolikus, 12,1% református, 9,2% evangélikus, 0,2% ortodox, 0,4% egyéb keresztény, 1,3% egyéb katolikus, 3,6% felekezeten kívüli (30,9% nem válaszolt).

## Nevezetességei
A községben található több népi építészeti stílusban épült parasztház, három temploma közt van barokk-stílusban épült is. Jellemző a nyugodt, zajmentes környezet, a tiszta egészséges levegő.